# 모란봉
모란봉(牡丹峰, Moranbong)은 조선민주주의인민공화국 평양직할시의 중심지 북쪽 모란봉구역에 있는 작은 언덕이며, 정상에는 최승대가 있다. 전체의 모습이 모란꽃과 같다고 하여 모란봉이라고 불렀다고 한다. 주변 지역을 합쳐서 금수산이라고 부른다. 동쪽으로 대동강과 접하고, 남.북.서쪽에는 골짜기가 있다. 평양에서도 경관이 훌륭하고, 조선팔경이나 평양팔경의 하나로 불린다.
고구려 시대 이래 평양성의 최북단을 지키는 요새였는데, 지금도 성벽이나 누각이 남아있다. 임진왜란 당시에 일본군에 의해 누각과 절이 파괴됐다. 청일 전쟁 때는 청나라군이 지켰던 모란대 요새이며, 1894년 9월 15일부터 일본군과의 사이에서 격전지가 되었고, 여기가 함락되자 이어서 평양성이 함락되었다.
구릉지나 주위 일대는 현재 공원이 조성되었고, 유원지가 정비되고 있다. 금수산태양궁전, 을밀대 등이 있다. 또, 공원 주위는 문화 시설이지만 개선문, 김일성경기장등 기념물도 많이 있다.

## 성곽.누각 등
- 을밀대
- 최승대
- 부벽루
- 청류정
- 칠성문
- 현무문
- 전금문
- 영명사

## 갤러리

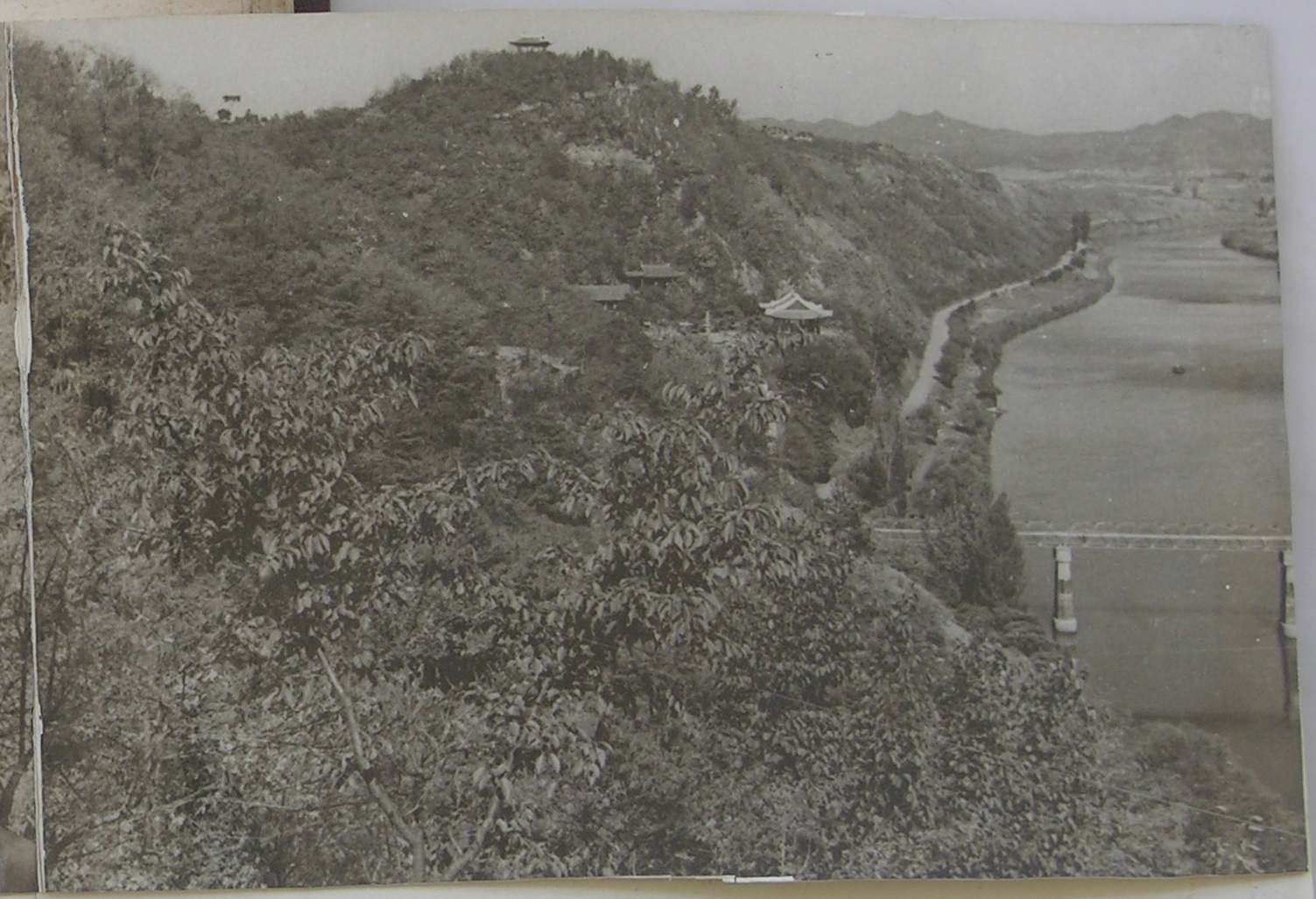
1949년의 모란봉 일대. 정상에 최승대가 있고, 그 아래에 영명사, 부벽루와 벽라교가 보인다.

## 공원.문화.체육시설
- 개선청년공원
- 모란봉극장
- 조선혁명박물관
- 김일성경기장

### 기념물
- 천리마동상
- 평양 개선문

## 모란봉의 이름을 딴 것
- 모란봉체육단
- 모란봉악단
- 모란봉극장
- 모란봉 경기장
- 모란시장 (평양)
- 모란 민속장 (대한민국 성남시)
- 모란역 (대한민국 성남시)

## 같이 보기
- 한국의 산